# Tento Czech Open
Tento Czech Open (также известный как Открытый чемпионат Праги) — международный мужской профессиональный теннисный турнир, проходивший на грунтовых кортах Праги в 1987—1999 годах. Турнир относился к базовой категории турниров АТР-тура — ATP World (позже ATP International) и проводился до 1995 года летом между Уимблдонским турниром и Открытым чемпионатом США, а с 1996 года был перенесён на весенний грунтовый сезон, предшествующий Открытому чемпионату Франции.
Само название Prague Open весьма распространено ныне для профессиональных турниров в чешской столице. Существует смешанный турнир ( проводящийся на кортах Tenisový areál Štvanice ) и чисто женский турнир ( проводящийся на кортах Tennis Club Sparta Prague ).

## Победители и финалисты
Турнир в Праге выигрывал целый ряд местных теннисистов. Хозяева корта четыре раза побеждали в одиночном разряде, а в парном чемпионами пять раз становились чисто чешские тандемы и один раз — в 1992 году — чехо-словацкий. Рекордсменом по числу титулов является Карел Новачек, побеждавший по два раза в одиночном и парном разряде. Две победы в одиночном разряде также у испанца Серхи Бругеры.
Несколько теннисистов побеждали в Праге дважды в парном разряде или по одному разу в одиночном разряде и в парах. К числу последних относится Евгений Кафельников, выигравший в обоих разрядах в 1996 году. Кафельников является единственным представителем республик бывшего СССР, побеждавшим в Открытом чемпионате Чехии. В финал в одиночном разряде выходили до него Андрей Чесноков и Андрей Медведев.

### Одиночный разряд
| Год  | Победитель          | Финалист               | Счёт в финале  |
| ---- | ------------------- | ---------------------- | -------------- |
| 1987 | Мариан Вайда        | Томаш Шмид             | 3-6, 6-3, 6-3  |
| 1988 | Томас Мустер        | Гильермо Перес-Рольдан | 6-4, 5-7, 6-2  |
| 1989 | Марсело Филиппини   | Хорст Шкофф            | 7-5, 7-6       |
| 1990 | Хорди Арресе        | Никлас Култи           | 7-6, 7-6       |
| 1991 | Карел Новачек       | Магнус Густафссон      | 7-65, 6-2      |
| 1992 | Карел Новачек (2)   | Франко Давин           | 6-1, 6-1       |
| 1993 | Серхи Бругера       | Андрей Чесноков        | 7-5, 6-4       |
| 1994 | Серхи Бругера (2)   | Андрей Медведев        | 6-3, 6-4       |
| 1995 | Богдан Улиграх      | Хавьер Санчес          | 6-2, 6-2       |
| 1996 | Евгений Кафельников | Богдан Улиграх         | 7-5, 1-6, 6-3  |
| 1997 | Седрик Пьолин       | Богдан Улиграх         | 6-2, 5-7, 7-64 |
| 1998 | Фернанду Мелигени   | Слава Доседел          | 6-1, 6-4       |
| 1999 | Доминик Грбаты      | Слава Доседел          | 6-2, 6-2       |

### Парный разряд
| Год  | Победитель                            | Финалист                          | Счёт в финале |
| ---- | ------------------------------------- | --------------------------------- | ------------- |
| 1987 | Милослав Мечирж Томаш Шмид            | Станислав Бирнер Ярослав Навратил | 6-3, 6-7, 6-3 |
| 1988 | Петр Корда Ярослав Навратил           | Томас Мустер Хорст Шкофф          | 7-5, 7-6      |
| 1989 | Хорди Арресе Хорст Шкофф              | Петр Корда Томаш Шмид             | 6-4, 6-4      |
| 1990 | Даниэль Вацек Войтех Флегл            | Джордже Косак Флорин Сегарчану    | 5-7, 6-4, 6-3 |
| 1991 | Цирил Сук Войтех Флегл (2)            | Даниэль Вацек Либор Пимек         | 6-4, 6-2      |
| 1992 | Карел Новачек Бранислав Станкович     | Джон Айленд Юнас Бьоркман         | 7-5, 6-1      |
| 1993 | Хендрик-Ян Давидс Либор Пимек         | Хорхе Лосано Жайме Онсинс         | 6-3, 7-6      |
| 1994 | Матс Виландер Карел Новачек (2)       | Павел Визнер Томаш Крупа          | без игры      |
| 1995 | Либор Пимек (2) Байрон Талбот         | Иржи Новак Давид Рикл             | 7-5, 1-6, 7-6 |
| 1996 | Даниэль Вацек (2) Евгений Кафельников | Луис Лобо Хавьер Санчес           | 6-3, 6-7, 6-3 |
| 1997 | Махеш Бхупати Леандер Паес            | Петр Лукса Давид Шкох             | 6-1, 6-1      |
| 1998 | Уэйн Артурс Эндрю Кратцман            | Фредрик Берг Никлас Култи         | 6-1, 6-1      |
| 1999 | Мартин Дамм Радек Штепанек            | Марк Кейл Николас Лапентти        | 6-0, 6-2      |